# جايلز ورسلي
جايلز ورسلي (بالإنجليزية: Giles Worsley)‏ هو كاتب بريطاني، ولد في 22 مارس 1961، وتوفي في 17 يناير 2006 بسبب سرطان.